# Manusjuveltrast
Manusjuveltrast (Pitta superba) är en utrotningshotad fågel i familjen juveltrastar.

## Utseende och läten
Manusjuveltrasten är en 22 cm lång, mycket vacker juveltrast. Fjäderdräkten är glansigt svart med himmelsblå vingtäckare. På nedre delen av buken och undre stjärttäckarna är den lysande scharlakansröd. Hona och ungfåglar är generellt mattare i färgerna. Lätet är ett högjutt "ku-ku".

## Utbredning och status
Fågeln förekommer på Manus Island i ögruppen Amiralitetsöarna. IUCN kategoriserar arten som starkt hotad.